# Tendukheda
Tendukheda è una suddivisione dell'India, classificata come nagar panchayat, di 11.228 abitanti, situata nel distretto di Damoh, nello stato federato del Madhya Pradesh. In base al numero di abitanti la città rientra nella classe IV (da 10.000 a 19.999 persone).

## Geografia fisica
La città è situata a 23° 25' 30 N e 79° 31' 56 E.

## Società

### Evoluzione demografica
Al censimento del 2001 la popolazione di Tendukheda assommava a 11.228 persone, delle quali 5.894 maschi e 5.334 femmine. I bambini di età inferiore o uguale ai sei anni assommavano a 1.802, dei quali 940 maschi e 862 femmine. Infine, coloro che erano in grado di saper almeno leggere e scrivere erano 6.823, dei quali 4.153 maschi e 2.670 femmine.